# Данбері (Північна Кароліна)
Данбері (англ. Danbury) — місто (англ. town) в США, в окрузі Стокс штату Північна Кароліна. Населення — 189 осіб (2010).

## Географія
Данбері розташоване за координатами 36°24′46″ пн. ш. 80°12′52″ зх. д. / 36.41278° пн. ш. 80.21444° зх. д. (36.412903, -80.214546).  За даними Бюро перепису населення США в 2010 році місто мало площу 2,08 км², з яких 2,07 км² — суходіл та 0,01 км² — водойми.

## Демографія
Згідно з переписом 2010 року, у місті мешкало 189 осіб у 42 домогосподарствах у складі 30 родин. Густота населення становила 91 особа/км².  Було 55 помешкань (26/км²).
Расовий склад населення:
| - 91,0 % — білих - 5,8 % — чорних або афроамериканців - 0,5 % — азіатів - 1,6 % — осіб інших рас |

До двох чи більше рас належало 1,1 %. Частка іспаномовних становила 4,8 % від усіх жителів.
За віковим діапазоном населення розподілялося таким чином: 18,0 % — особи молодші 18 років, 74,6 % — особи у віці 18—64 років, 7,4 % — особи у віці 65 років та старші. Медіана віку мешканця становила 31,7 року. На 100 осіб жіночої статі у місті припадало 186,4 чоловіків;  на 100 жінок у віці від 18 років та старших — 198,1 чоловіків також старших 18 років.
Середній дохід на одне домашнє господарство  становив 53 551 долар США (медіана — 46 250), а середній дохід на одну сім'ю — 71 025 доларів (медіана — 62 000). За межею бідності перебувало 22,9 % осіб, у тому числі 30,8 % дітей у віці до 18 років та 0,0 % осіб у віці 65 років та старших.
Цивільне працевлаштоване населення становило 60 осіб. Основні галузі зайнятості: виробництво — 36,7 %, освіта, охорона здоров'я та соціальна допомога — 25,0 %, сільське господарство, лісництво, риболовля — 11,7 %, науковці, спеціалісти, менеджери — 6,7 %.